# Cucumis metuliferus
Cucumis metuliferus és una espècie de planta enfiladissa del gènere del cogombre. El fruit té la forma d'un meló oval i unes espines com banyes; és comestible però també s'usa com a decoració. Quan madura té la pell de color taronja-groc amb la polpa gelatinosa i un gust similar al cogombre amb la textura de la banana. És una planta nativa de l'Àfrica i es conrea també a Califòrnia, Xile, Austràlia i Nova Zelanda. D'allí arriba el nom kiwano, amb què n'és conegut internacionalment el fruit.
A Zimbàbue s'anomena 'gaka' o 'gakachika' i es fa servir com aperitiu, en amanides i rarament en decoració, allí creix silvestre amb un gust entre el cogombre i el carbassó. o una combinació de banana, cogombre i llimona. Alguns també en mengen la pell, que és rica en vitamina C i fibra. N'hi varietats sense banyes.

## Galeria

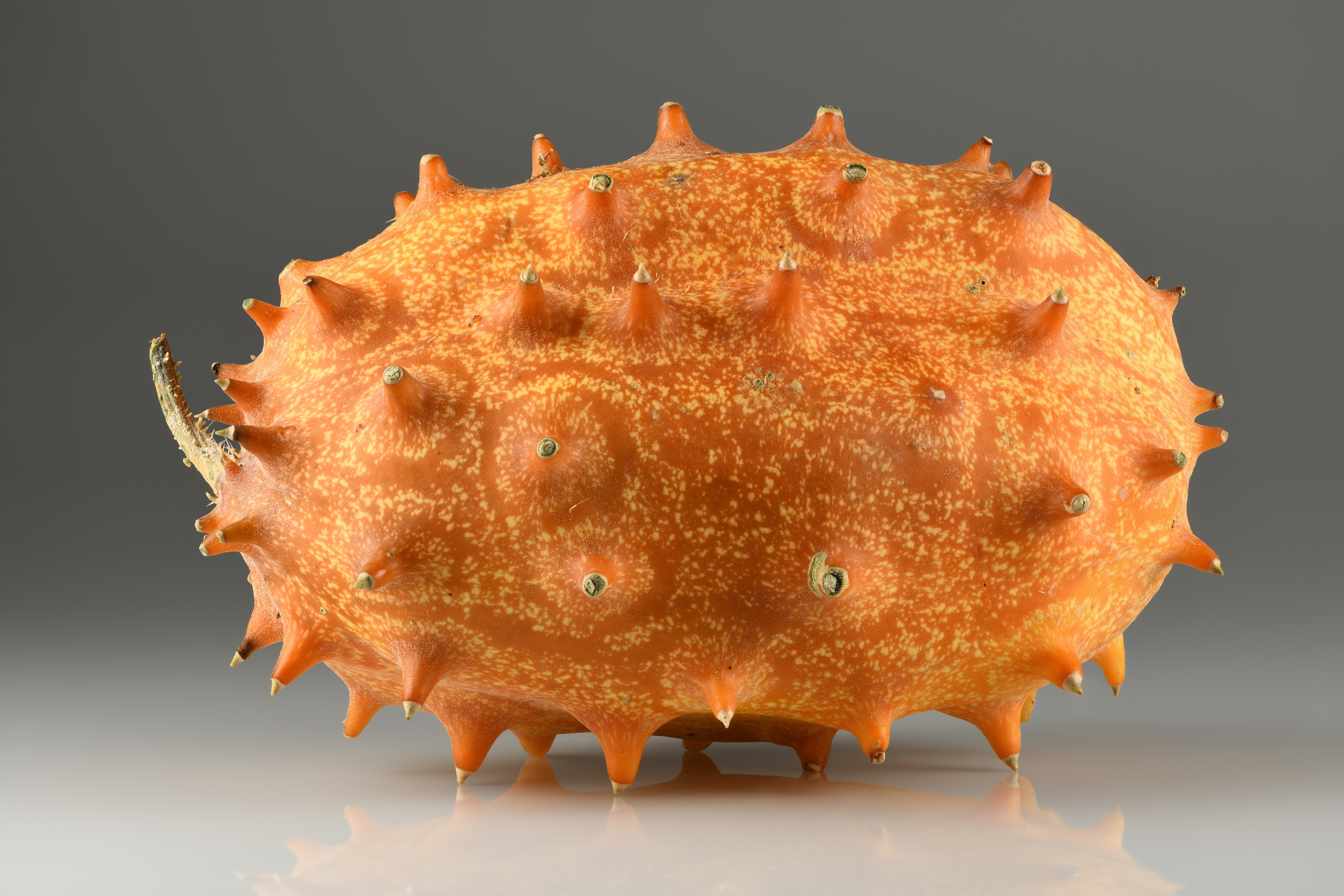
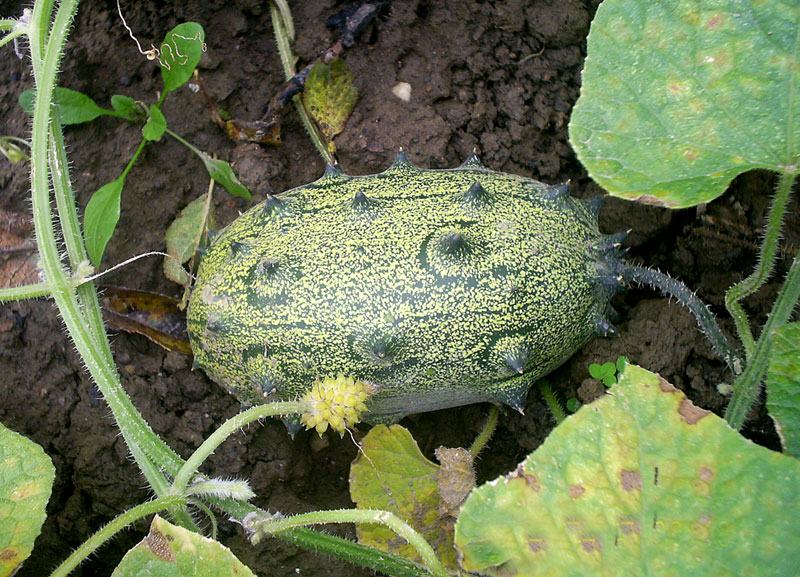
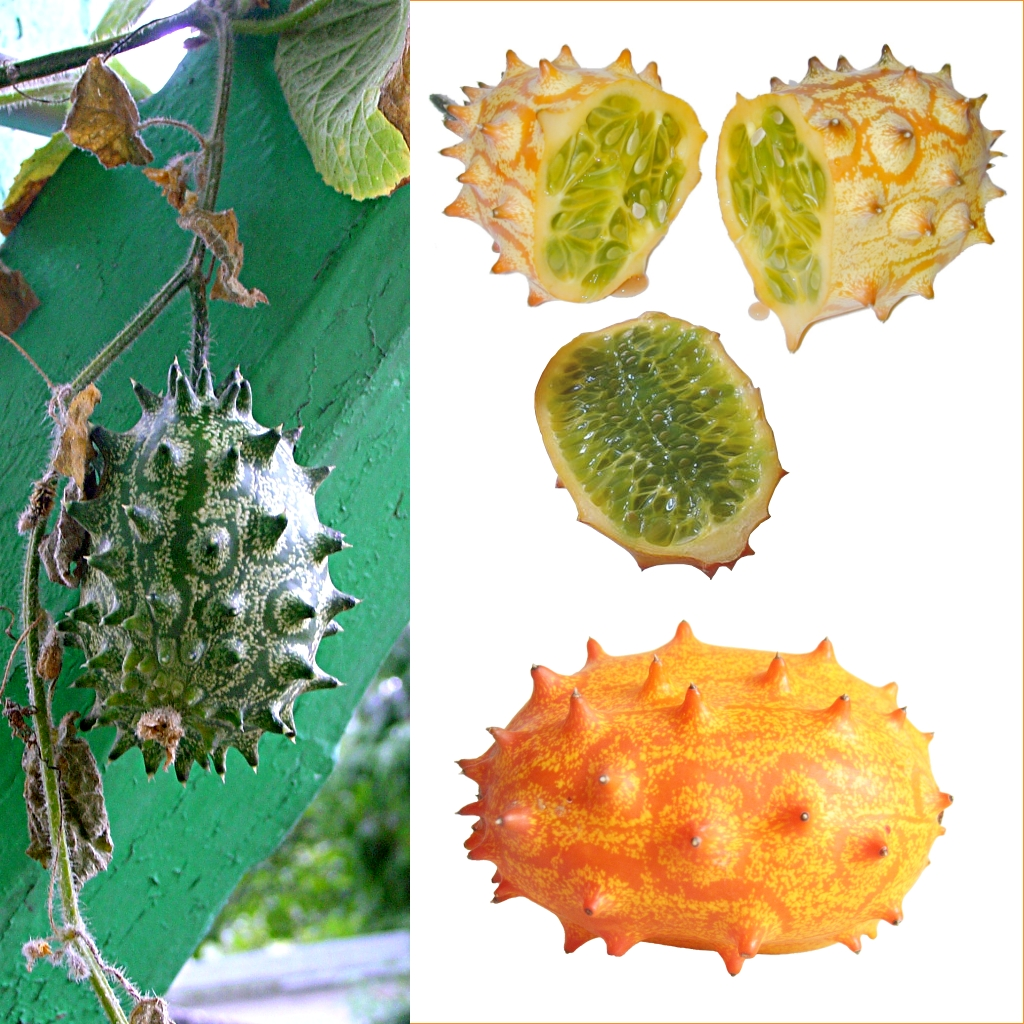
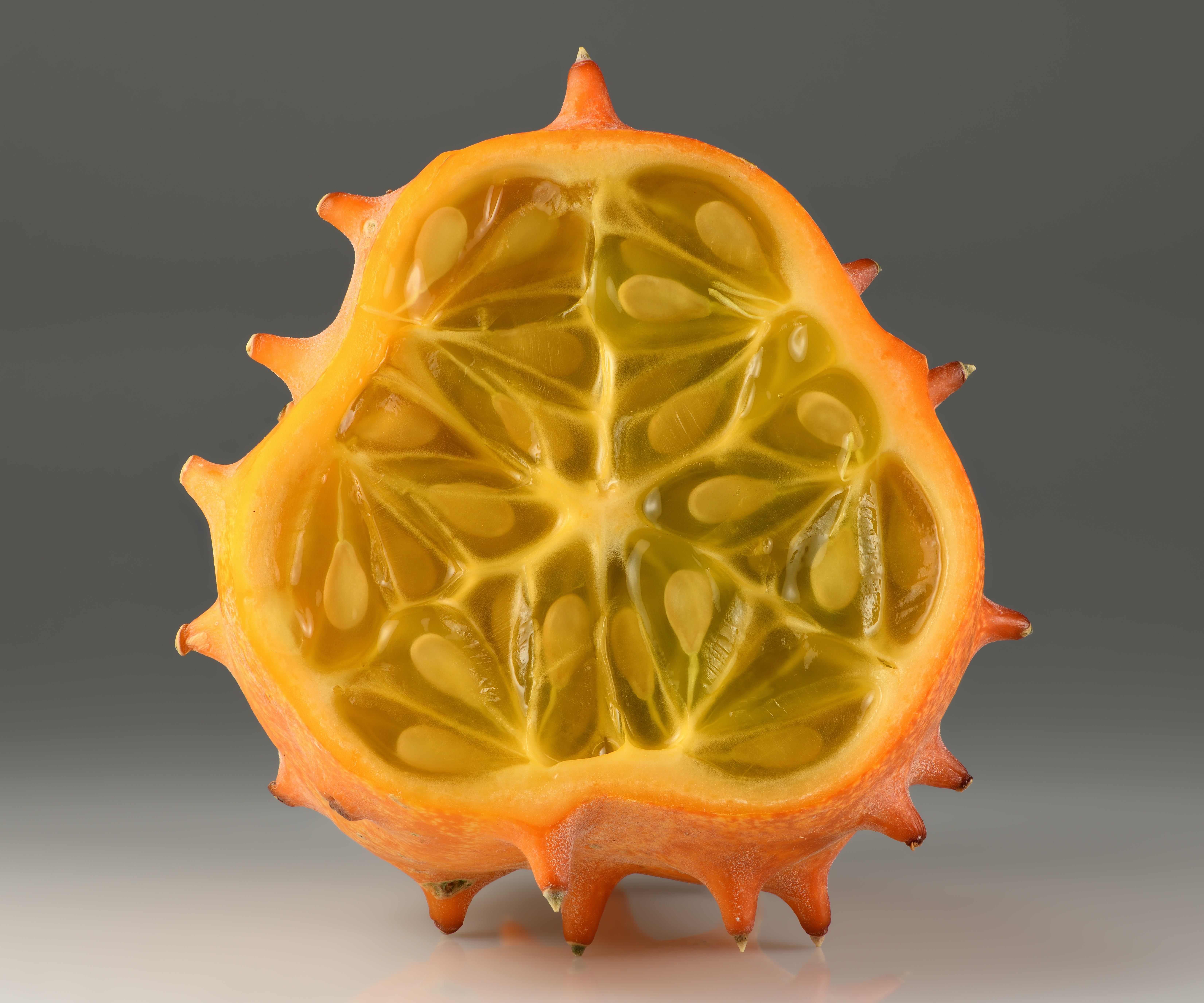
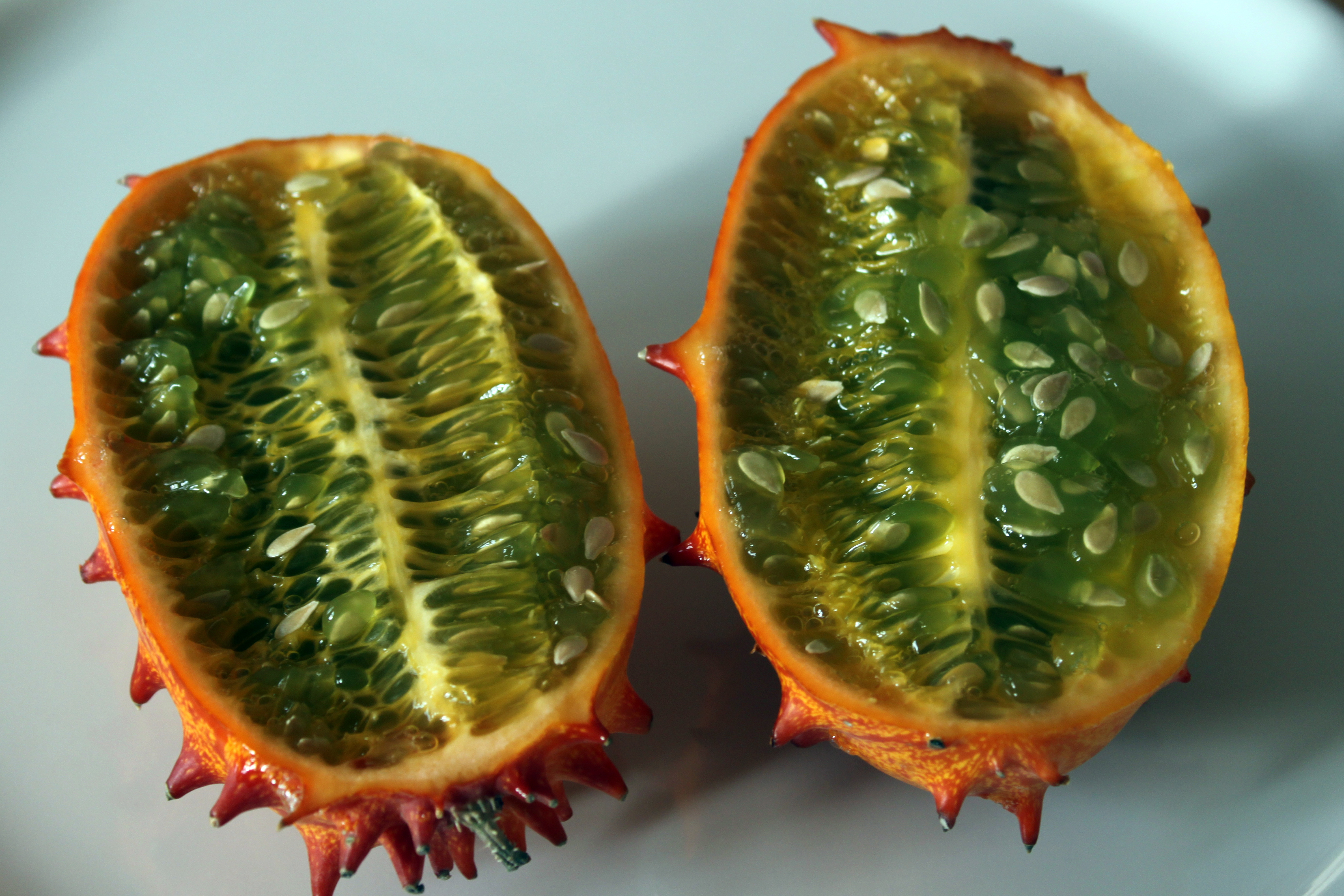

El valor nutritiu per 100 grams és: Energia alimentària 183 kilojoules, aigua 88,97 g, prteïna 1,78 g, greix 1,26 g, carbohidrats 7,56 g, vitamina C 5,3 mg.